# 大唐游俠傳
《大唐游俠傳》，梁羽生於1963年至1964年其間發表的武俠小說，以唐朝天寶年間安史之亂為歷史背景，主要敘述了一批武林俠客雪家恨、平叛亂的傳奇故事。該小說曾改編成同名電視連續劇。本書後續為《龍鳳寶釵緣》。

## 出版
1963年到1964年，在香港《大公報．小說林》連載。最後定本共40回。注意本書出版用的標題是大唐游俠傳，其因「游」字和「遊」的簡化字同形而錯寫為「大唐遊俠傳」。

## 出場人物

### 重要角色
- 段珪璋：幽州劍客，著名游俠。
- 南霽雲：外號「磨劍客」，著名遊俠，卜安期大徒弟。
- 鐵摩勒：鐵崑崙之子，竇令侃義子，卜安期三徒弟。
- 夏凌霜：冷雪梅和皇甫華之女，南霽雲之妻。
- 韓芷芬：天下第一點穴名家韓湛之女，鐵摩勒的未婚妻。
- 王燕羽：王伯通之女，展大娘之徒。從小機靈古怪，心狠手辣，亦正亦邪。

### 其他角色
- 竇線娘：段珪璋之妻，「竇家五虎」之妹。
- 韓湛：天下第一點穴名家。
- 空空兒：天下第一神偷。
- 展元修：展龍飛之子，王燕羽的師兄。

## 故事簡介
段珪璋與史逸如在新年裡同時喜得後嗣，一男一女，正好定下兒女親家，並以龍鳳寶釵作為信物。段珪璋曾當面辱罵安祿山，安祿山懷恨在心，他認出了段珪璋。可手下人抓錯了人，抓成史逸如。
竇令符攜鐵摩勒見段夫婦，邀他們去助拳。段珪璋不想捲入綠林紛爭，決心救史逸如，鐵摩勒要求一同前去。
在酒樓中，段、鐵二人助南霽雲擊退強敵。晚上，段珪璋赴安府，力拼眾人，漸漸不支，鐵摩勒邀南霽雲前來，救出段珪璋，又得皇甫嵩相助。
段、南、鐵三人去竇家，途遇王龍客。夏凌霜前來相救，殺退王龍客。空空兒勸阻段夫婦不要插手兩家恩怨，段珪璋不聽，兒子被空空兒劫走！
段珪璋敵不過空空兒，依言從此不插手竇、王兩家恩怨，空空兒讓他們去玉樹峰取回孩子。王燕羽辣手殺害竇氏五老。鐵摩勒揚言報仇，由於他的勇氣、豪氣，空空兒放他逃走，王燕羽也暗暗傾心。
鐵、南兩人遇到好友杜百英，三人共赴韓家聚會。在那裡，遇到金雞寨主辛天雄及韓芷芬。眾人化妝後去王家的龍眠谷攪局……
眾人得「酒丐」車遲相助，揭破王伯通與安祿山勾結的內幕……
段夫婦前去，沒見到兒子，卻遇到夏凌霜與「酒丐」車遲。「酒丐」車遲想對段夫婦解釋「西嶽黃龍」皇甫嵩之事時，被假皇甫嵩殺害，皇甫嵩案件陷入更大謎團。
七年後，鐵摩勒學成歸來，為營救秦襄，被王龍客、王燕羽兄妹抓住。王燕羽支開哥哥，在夜裡私放鐵摩勒。適逢韓芷芬、辛寨主等人前來偷襲，鐵摩勒裝受傷，拖延時間，讓王燕羽趁機逃走。
南霽雲得知夏凌霜肯嫁自己，去夏凌霜家見岳母。不料母女二人被王家擄走，南霽雲被精精兒擒住。「瘋丐」衛越打退精精兒，聯繫段夫婦，共赴龍眠谷救人。
辛寨主及鐵、韓等人大破龍眠谷。南、夏結親，鐵、韓訂婚。緊接著，鐵摩勒受郭子儀之托，前往長安做護駕侍衛。
途中遇上得相思病的王燕羽，一番生離死別……鐵摩勒救駕，被長樂公主喜歡上！但後來皇上痛失楊貴妃，遷怒於鐵摩勒，長樂公主用字條告知鐵摩勒。鐵摩勒逃走，被聶鋒收留。
在慶功宴上，鐵摩勒遇到殺父仇人羊牧勞，得王燕羽、展元修及韓湛父女相救。之後，段夫婦終於找到兒子，段克邪練就一身武功。一家三人遠赴睢陽。
浴血睢陽，蕩氣迴腸的史詩，英雄戰死，為國為民，俠之大者。

## 小說目錄
- 第一回　杯酒論交甘淡薄　玉釵為聘結良緣
- 第二回　無賴少年成貴顯　高風義士陷囹圄
- 第三回　千里求援援未至　十年避禍禍難除
- 第四回　敢笑荊軻非好漢　好呼南八是男兒
- 第五回　奇聞貴妃洗兒錢　喜結英豪磨劍客
- 第六回　龍泉要斷奸人首　虎賁羣驚劍氣寒
- 第七回　落難英雄逢異丐　扶危絕技退追兵
- 第八回　為友為仇疑未釋　是魔是俠事難明
- 第九回　廿年疑案情天恨　一劍驚仇俠士風
- 第十回　俠士荒山遭惡寇　神偷午夜盜嬰兒
- 第十一回　神彈寶劍逢強敵　血雨腥風起綠林
- 第十二回　百年霸業隨流水　一片機心起大波
- 第十三回　喜慶筵前來異丐　英雄會上破奸謀
- 第十四回　龍眠谷裏掀風浪　玉樹山頭伏殺機
- 第十五回　愛兒被奪仇無解　身世難明恨正長
- 第十六回　強藩作亂囚朝使　俠士重來陷敵圍
- 第十七回　難分愛恨情惆悵　說到恩仇意惘然
- 第十八回　客店中宵聞警報　邊關千里起烽煙
- 第十九回　踐約遠來人不見　傳言難信事堪疑
- 第二十回　胡騎肆虐名城墜　壯士揮刀膽氣豪
- 第二十一回　挑起谷中龍虎鬥　可憐劍底女兒情
- 第二十二回　胡騎已踐中原地　漢幟方張細柳營
- 第二十三回　情債難償愁脈脈　相思未了恨綿綿
- 第二十四回　追尋狡兔翻三窟　驚見魔氛蓋九天
- 第二十五回　龍蛇混雜疑終釋　乳燕孤飛意惘然
- 第二十六回　陌路相逢奸計洩　深宮又見逆謀生
- 第二十七回　妙手神偷驚帝座　多情公主慕英雄
- 第二十八回　顛沛流離悲百姓　饑寒交迫渙軍心
- 第二十九回　淒涼蜀道人少行　宛轉蛾眉馬前死
- 第三十回　英雄痛灑傷時淚　關塞蕭條行路難
- 第三十一回　故都又見重歸鶴　逋客何堪不了情
- 第三十二回　虎穴藏身思報國　繡閨夜話識深心
- 第三十三回　沐猴僭位徒貽笑　屠象逞威起殺機
- 第三十四回　魔掌追魂難與敵　苦心為友怨何辭
- 第三十五回　十年忍辱仇終報　再度尋兒恨未消
- 第三十六回　綠林血債嗟難解　魔陣妖氛化不開
- 第三十七回　懺罪解仇寧一死　片言弭禍結新知
- 第三十八回　喜見嬌兒疑夢境　驚聞良友困危城
- 第三十九回　何愁強虜侵中土　尚有將軍樹漢旌
- 第四十回　名城浴血留青史　大俠捐軀表赤心

## 電視劇
- 2008年中國中央電視台劇集《大唐游俠傳》

## 參看
- 武俠小說